# بزیاک
بزیاک (انگلیسی: Bzyak) یک شهرک در شهرستان بلورتسکی باشقیرستان کشور روسیه است.